# Malta op het Eurovisiesongfestival 1999
Malta nam deel aan het Eurovisiesongfestival 1999 in Jeruzalem (Israël). Het was de twaalfde deelname van het land op het Eurovisiesongfestival. Public Broadcasting Services (PBS) was verantwoordelijk voor de Maltese bijdrage voor de editie van 1999.

## Selectieprocedure
Er werd gekozen om een nationale finale te organiseren en deze vond plaats op 19 en 20 februari. 
Deze werd gehouden in Mediterranean Conference Centre in Valletta, en werd gepresenteerd door Mariella Scerri en Joseph Chetcuti. In totaal deden er 16 artiesten mee aan deze finale en de winnaar werd gekozen door een jury van experts.

| Volgorde | Lied                     | Artiest                  | Punten | Plaats |
| 1        | "Night has fallen"       | Alexander Schembri       | 74     | 6      |
| 2        | "The right time"         | Lawrence Gray            | 114    | 2      |
| 3        | "Thankful for your love" | Fabrizio Faniello        | 71     | 8      |
| 4        | "Takes me higher"        | Tarcisio Barbara         | 23     | 16     |
| 5        | "Breathless"             | Claudette Pace           | 75     | 5      |
| 6        | "Hold my hand"           | Nadine Axisa & Rita Pace | 25     | 15     |
| 7        | "Give me love"           | Alison Ellul             | 33     | 14     |
| 8        | "Who will be there"      | Georgina                 | 79     | 3      |
| 9        | "Autumn of my love"      | Olivia Lewis             | 73     | 7      |
| 10       | "Look into my eyes"      | Charlene & Natasha Grima | 68     | 9      |
| 11       | "Believe 'n Peace"       | Times Three              | 119    | 1      |
| 12       | "Heartbeat"              | Mark Tonna               | 52     | 11     |
| 13       | "You're the reason"      | Leontine                 | 77     | 4      |
| 14       | "It is you"              | Marvic Lewis             | 42     | 13     |
| 15       | "I believe again"        | Paul Giordimaina         | 45     | 12     |
| 16       | "Love will find the way" | Joe Mizzi                | 54     | 10     |

## In Jeruzalem
In Israël moest Malta optreden als 20ste, net na Israël en voor Duitsland. Op het einde van de puntentelling bleken ze op een vijftiende plaats te zijn geëindigd met 32 punten.
Nederland en België hadden geen punten over voor deze inzending.

### Gekregen punten

#### Finale
| 12 punten | 10 punten | 8 punten | 7 punten                             | 6 punten                         |
| --------- | --------- | -------- | ------------------------------------ | -------------------------------- |
|           |           |          | - Bosnië en Herzegovina - Oostenrijk | - Kroatië - Verenigd Koninkrijk  |
| 5 punten  | 4 punten  | 3 punten | 2 punten                             | 1 punt                           |
|           |           | - Cyprus |                                      | - Duitsland - Estland - Portugal |

### Punten gegeven door Malta

#### Finale
Punten gegeven in de finale:
| 12 punten | Zweden              |
| 10 punten | IJsland             |
| 8 punten  | Verenigd Koninkrijk |
| 7 punten  | Estland             |
| 6 punten  | Israël              |
| 5 punten  | Kroatië             |
| 4 punten  | Denemarken          |
| 3 punten  | Duitsland           |
| 2 punten  | Nederland           |
| 1 punt    | Litouwen            |